# Walata
Walata (arab. ‏ولاته‎, fr. Oualata) – miasto w południowo-zachodniej Mauretanii w regionie Haud asz-Szarki na Saharze. Liczy około 3 tys. mieszkańców.

## Historia
Miasto założyli w 1240 ghańscy osadnicy z ludu Soninke. Było punktem etapowym na szlaku z Senegalu i kopalń soli w Adrarze do krain nad Nilem i Oceanu Indyjskiego. Było do XV wieku ważnym centrum handlowym na trasie karawan, służyło też jako miejsce spotkań pielgrzymów zmierzających do Mekki. Istniejąca tu jeszcze dzisiaj islamska szkoła religijna (tzw. madrasa) była niegdyś najważniejszą tego typu placówką w całej Afryce Zachodniej. Straciła znaczenie na rzecz Timbuktu i tras morskich.

## Zabytki
Ze względu na zachowaną tu tradycyjną zabudowę miasto zostało wpisane na listę światowego dziedzictwa kultury UNESCO (wspólnie z innymi mauretańskimi miastami: Szinkitem, Tiszitem i Wadanem). Zabudowa rozkłada się na kilku piętrach doliny ze studniami dla karawan. Osobliwością lokalną jest bogate zdobienie wejść do domostw. W 1324 malijski król Mansa Musa sprowadził tu z Andaluzji poetę i plastyka Abu-Ischaka at-Tuen-dżena, który zajął się zdobieniem jego pałacu i domów innych dostojników, wytwarzając swoisty, miejscowy styl bazujący na białej sztukaterii i około siedmiu przeplatających się symbolach geometrycznych. Otrzymał za to 12.000 miskali (1500 uncji) złotego piasku.

## Linki zewnętrzne

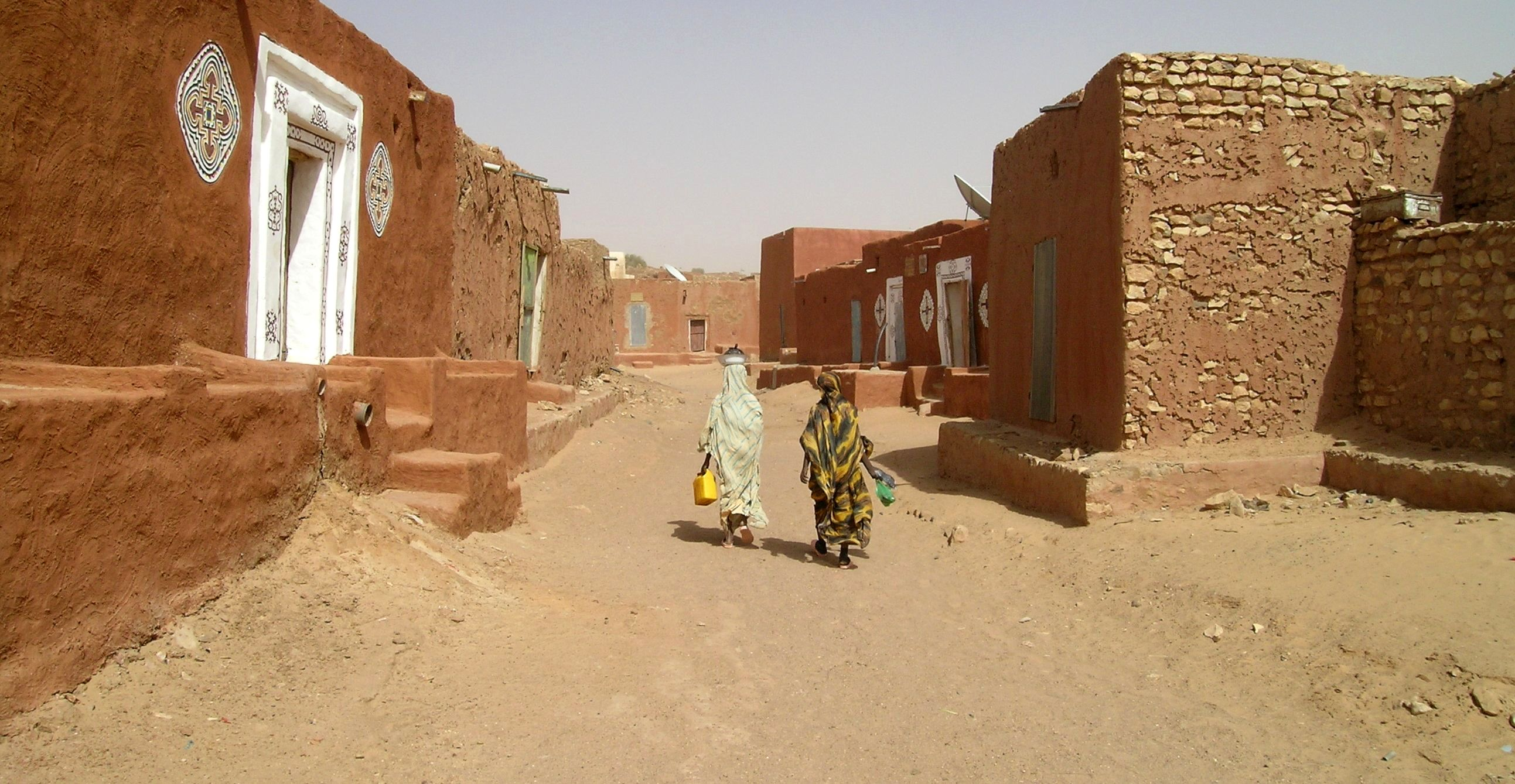
Walata